# Stefan Postma
Stefan Postma (Utrecht, 10 giugno 1976) è un allenatore di calcio ed ex calciatore olandese, di ruolo portiere.